# Ньюмен (Калифорния)
Ньюмен (англ. Newman) — город в округе Станисло в штате Калифорния в Соединённых Штатах Америки.
Согласно данным переписи населения США, проведённой в 2020 году, число жителей города составляло 12 351 человек, что, для такого небольшого населённого пункта, существенно больше (+ 20.8%), чем было во время предыдущей переписи прошедшей в 2010 году (10 224 человека).

## География
Согласно данным представленным Бюро переписи населения США, общая площадь города составляет 2,1 квадратных мили (5,4 км2) и вся эта территория представляет собой сушу.

## Климат
Согласно данным представленным Национальной метеорологической службой США в Ньюмене полузасушливый климат (на климатических картах, согласно системе классификации климатов Кёппена, обозначается аббревиатурой «BSh») со средиземноморским влиянием, для которого характерны жаркое сухое лето и прохладная зима.

## История

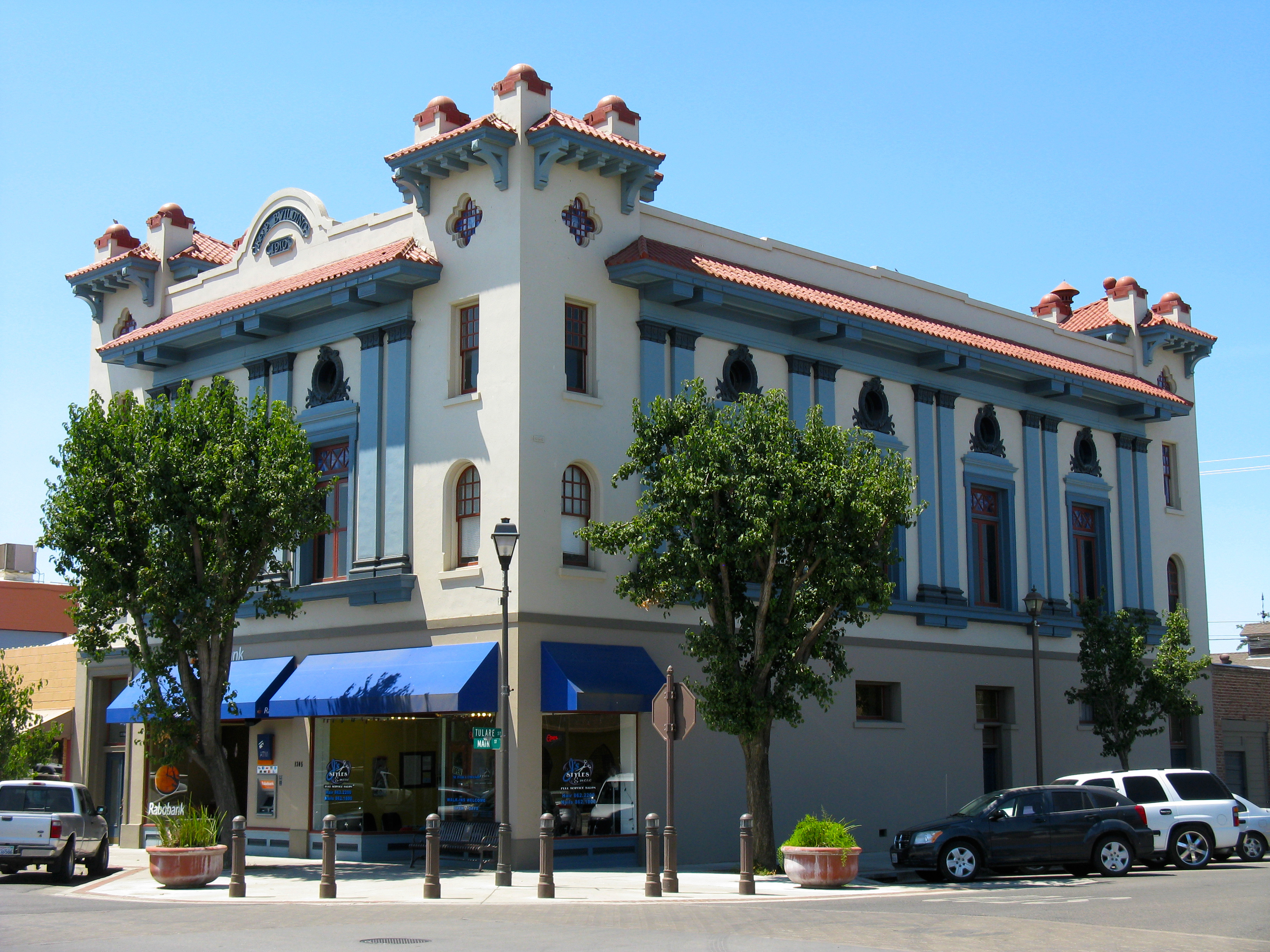
Дом «Рыцарей Пифиаса»

Уроженец баварского местечка Вилльмарс Саймон Нойманн в 1862 году решил эмигрировать в Калифорнию, где уже жила его сестра Фанни Вангенхайм. Поначалу он говорил только по-немецки и по-еврейски, затем выучил английский и поменял свою фамилию на Ньюман. Став успешным бизнесменом, он основал в 1888 году сообщество нане известное как город Ньюман.
10 июня 1908 года поселение было инкорпорировано и включено в реестр штата Калифорния, благодаря чему некорпоративное сообщество  официально получило статус города.
С момента основание население города уверенно росло со скоростью до 70,9% (2000-е); единственный раз, когда число горожан снизилось пришёлся на 1940-е (− 4,3%).